# Megatsunâmi

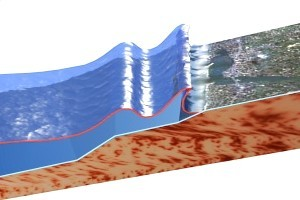
Concepção artística de um megatsunâmi.

Um megatsunâmi ou megamaremoto é um raro tsunâmi com mais de 100 metros de altura. Excetuando-se alguns grandes tsunâmis no Alasca, incluindo um de 520 metros de altura, acredita-se que o último tsunâmi que atingiu uma área com população ocorreu há quatro mil anos. Geólogos dizem que tal evento é causado por gigantescos deslocamentos de terra, originados por uma ilha em colapso, por exemplo, em um vasto corpo d'água como um oceano ou um mar.
Megatsunâmis podem atingir alturas de centenas de metros, viajar a 890 km/h ao longo do oceano, potencialmente alcançando 30 km ou mais terra adentro em regiões de baixa altitude. Em oceanos profundos, um megatsunâmi é quase invisível. Move-se em um deslocamento vertical de aproximadamente um metro, com um comprimento de ondas de centenas de quilômetros. Porém, a enorme quantidade de energia dentro deste movimento de gigantesca massa produz uma onda muito mais alta, à medida que a onda se aproxima de águas rasas
Terremotos geralmente não produzem tsunâmis desta escala, a não ser que eles possam causar um grande deslocamento de terra debaixo d' água, tipicamente tais tsunâmis têm uma altura de dez metros ou menos. Deslocamentos de terras que são grandes comparadas à profundidade atingem a água tão rapidamente que a água que foi deslocada não pode se estabelecer antes que as rochas atinjam o fundo. Isto significa que as rochas deslocam a água em velocidade total em todo seu caminho ao fundo. Se o nível da água é profundo, o volume de água deslocado é grande e as partes baixas estão sob alta pressão. Isto resulta numa onda que contém grande quantidade de energia.
Algumas pessoas assumem que megatsunâmis pré-históricos varreram antigas civilizações, como um castigo do(s) deus(es), comum em muitas culturas ao redor do mundo. Porém, isto é improvável, considerando que megatsunâmis usualmente acontecem sem qualquer aviso, atigindo apenas áreas costeiras e não necessariamente ocorrendo após uma chuva.

## Lista de megatsunâmis

### Pré-história

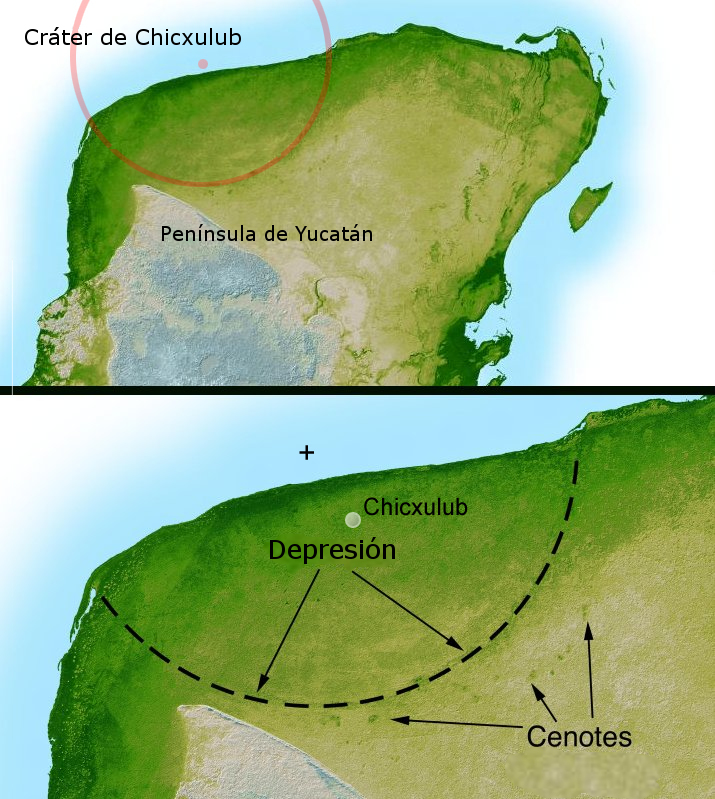
Imagens da Missão Shuttle Radar Topography STS-99 da NASA revelam parte do anel da Cratera de Chicxulub, com 180 km de diâmetro.

- O asteroide ligado à extinção de dinossauros, que criou a Cratera de Chicxulub, no Iucatão, há aproximadamente 66 milhões de anos, teria causado um megatsunâmi de mais de 100 metros. O auge do tsunâmi foi limitado devido ao mar relativamente superficial na área do impacto; no mar profundo teria 4,6 km de altura.[2]
- Uma série de megatsunâmis foi gerada pelo impacto de um meteoro que criou a cratera da Baía de Chesapeake, Estados Unidos, há cerca de 35,5 milhões de anos.[3]
- Durante o período Messiniano, as costas do norte do Chile provavelmente foram atingidas por vários megatsunâmis.[4]
- Um megatsunâmi afetou a costa do centro-sul do que hoje é a América do Sul no Plioceno, como evidenciado pelo registro sedimentar da Formação Ranquil.[5]
- O impacto de Eltanin no sudeste do Oceano Pacífico há 2,5 milhões de anos causou um megatsunâmi com mais de 200 m de altitude no sul da costa ocidental da América do Sul e na Península Antártica; a onda atravessou grande parte do Pacífico.
- A metade norte do Vulcão Molokai do Leste, no Havaí, sofreu um colapso catastrófico e provavelmente causou um megatsunâmi há cerca de 1,5 milhões de anos e agora está como um campo de detritos espalhados em todo o fundo do oceano,[6] enquanto que o que restou da ilha se tornaram os penhascos marinhos mais altos do mundo.[7]
- A existência de grandes pedregulhos dispersos em apenas um dos quatro terraços marinhos da Baía de Herradura, ao sul da cidade chilena de Coquimbo, foi interpretada por Roland Paskoff como resultado de um megasunami que ocorreu no Pleistoceno.[8]
- Acredita-se que um colapso maciço da borda ocidental da bacia do Lago Tahoe, que formou a Baía de McKinney há cerca de 50 mil anos, gerou uma onda de tsunâmi com uma altura aproximada de 100 metros.[9]
- No Mar do Norte, os Deslizamentos de Storegga causaram um megatsunâmi há aproximadamente 8 200 anos.[10] Estima-se que ele inundou completamente o restante de Doggerland.[11]
- Há aproximadamente 8 mil anos, um enorme deslizamento vulcânico do Monte Etna, na Sicília, causou um megatsunâmi que devastou o litoral do Mediterrâneo Oriental em três continentes. As alturas de ondas na costa da Calábria são estimadas em um máximo de 40 m.[12]
- O último evento conhecido desta magnitude aconteceu há 4 mil anos na Ilha de Reunião, leste de Madagascar.[13]

### História

#### ca1600 a.C.: Santorini
Há cerca de 3 600 anos, o vulcão Thera entrou em erupção, cuja força causou megatsunâmis que afetaram todo o Mar Egeu e o Mediterrâneo Oriental.

#### 1883: Krakatoa, Indonésia
A erupção do Krakatoa, na Indonésia, criou fluxos piroclásticos que geraram megatsunâmis quando atingiram as águas do Estreito de Sunda em 27 de agosto de 1883. As ondas atingiram alturas de até 24 metros ao longo da costa sul de Sumatra e até 42 metros ao longo da costa oeste de Java.

#### 1958: Baía de Lituya, Alasca, Estados Unidos

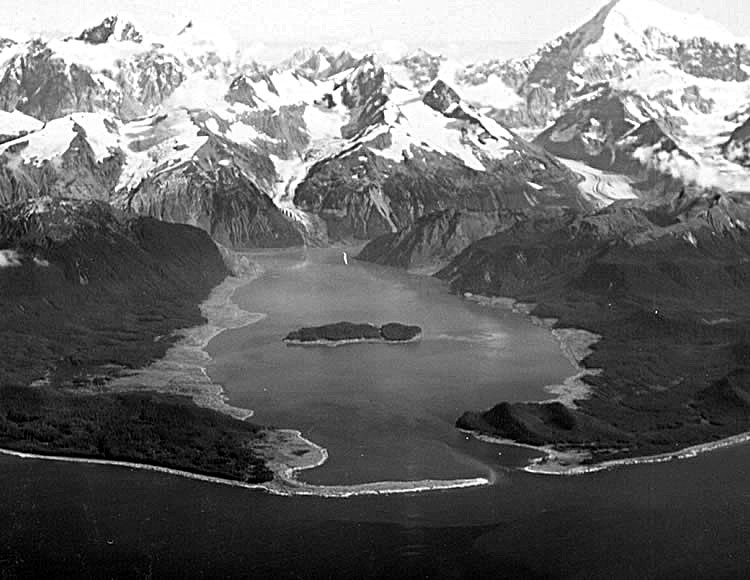
Os danos causados pelo megatsunâmi da Baía de Lituya em 1958 podem ser vistos nesta fotografia aérea oblíqua da Baía de Lituya, no Alasca, com as áreas mais claras na costa onde as árvores foram arrancadas.

Um megatsunâmi de menor magnitude aconteceu na Baía de Lituya, no Alasca, em 1958, entre 7,7 e 8,3. Tal baía possui uma profundidade de 220 metros tendo apenas 10 metros de profundidade em sua entrada. A topologia da baía é adequada para a produção de um megatsunâmi local. Um terremoto de magnitude 7,5 em 8 de julho gerou um deslocamento de terra dentro da baía, que produziu uma onda que varreu árvores 200 metros acima do nível normal do mar. Comparações com fotografias anteriores ao acontecimento indicaram que várias centenas de pés de gelo foram removidos da frente de uma geleira próxima, por uma onda de aproximadamente 520 metros de altura.

#### 1963: Barragem do Vajont, Itália
Em 9 de outubro de 1963, um deslizamento de terra acima da barragem do Vajont na Itália produziu uma onda de 250 m que superou a barragem e destruiu as aldeias de Longarone, Pirago, Rivalta, Villanova e Faè, matando quase 2 000 pessoas.

## Ameaças
Ilhas vulcânicas como as de Reunião e as Ilhas do Havaí podem causar megatsunâmis porque elas não são mais do que grandes e instáveis blocos de material mal agrupado por sucessivas erupções. Evidência de grandes deslocamentos de terra foram encontradas na forma de grande quantidade de restos subaquáticos, material terrestre que caiu oceano adentro. Em anos recentes, cinco de tais restos foram encontrados somente nas ilhas havaianas.
Alguns geólogos acreditam que o maior candidato a causar o próximo megatsunâmi é a ilha de La Palma, nas Ilhas Canárias. Em 1949, uma erupção provocou a queda do cume do vulcão Cumbre Vieja a vários metros adentro do Oceano Atlântico. Acredita-se que a causa foi a pressão do magma em aquecimento e o vapor d'água preso dentro da estrutura da ilha, causando um grande deslocamento de terra. Caso ocorra uma nova erupção nos próximos milênios, como estima-se, um novo fluxo de terra poderá acontecer, fazendo a metade ocidental da ilha ruir. Como consequência, haveria um impacto catastrófico de cerca de 500 bilhões de toneladas no oceano e a formação de um megatsunâmi. Regiões próximas ao clímax sofreriam uma verdadeira calamidade, sendo completamente destruídas por ondas de até 100 metros de altura. Por volta de 10 horas após o evento, ondas de 10 a 25 metros atingiriam as ilhas do Caribe, a costa leste dos Estados Unidos e regiões Norte, Nordeste e Sudeste do Brasil gerando crise humanitária severa e prejuízos de bilhões de dólares às diversas economias. Apesar de remotas as chances de um acontecimento como esse vir a ocorrer, países como Estados Unidos e Brasil já traçam planos de contingência e evacuação, a fim de amenizar as perdas.
Além de pequenas vilas no Alasca, muitos lugares enfrentam a ameaça de megatsunâmis regionais, mas ainda assim potencialmente perigosos. Por exemplo, em 1963, uma parte enorme do Monte Toc, nas montanhas ao norte de Veneza, Itália, deslocou-se dentro de um reservatório (a represa do Vajont), produzindo ondas de 250 metros de altura, destruindo várias vilas e matando cerca de 2 mil pessoas. Alguns geólogos acreditam que uma grande rocha, instável, ao norte do Lago Harrison no Vale Fraser, no sul da Colúmbia Britânica, poderia deslocar-se dentro do lago, criando uma grande onda que possivelmente destruiria a cidade de Harrison Hot Springs, ao sul do lago.

## Impacto cultural

### Filmes
Megatsunâmis são um tema principal de muitos filmes, dado o seu impacto visual. Tais megatsunâmis são muitas vezes causados por impactos de um corpo extraterrestre, em vez de um deslocamento de terra. Exemplo disso é o filme Impacto Profundo (Deep Impact). No filme 2012, também ocorrem vários megatsunâmis pelo mundo quando mudanças geológicas começam a aparecer.